# Hyacinthoides hispanica

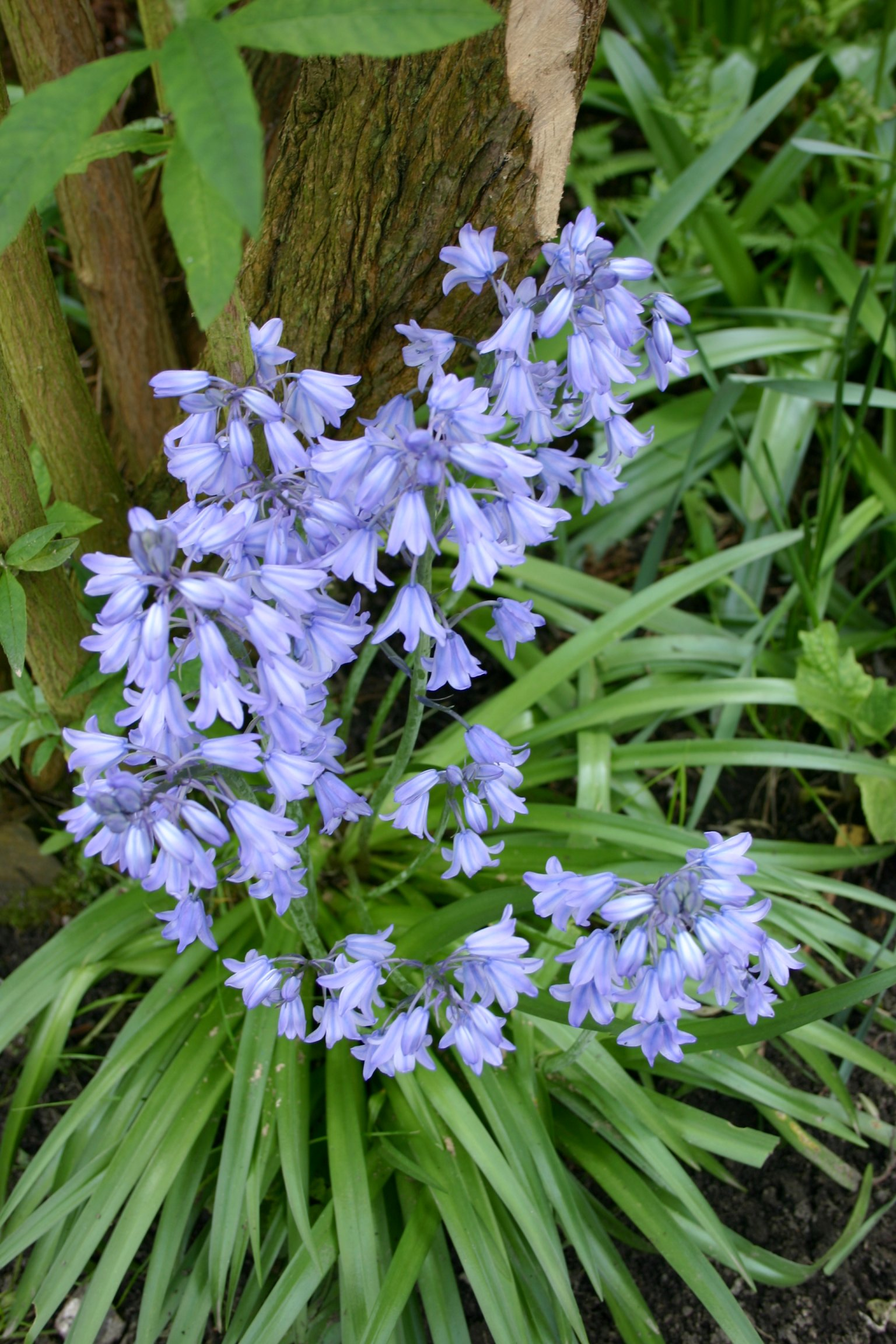
Planta amb flors

Hyacinthoides hispanica és una espècie de planta de la família de les asparagàcies. Es distribueix pel sud de França, Portugal i Itàlia. A Espanya se la troba al sud, centre i oest. Habita sobre sòls llimosos i argilosos frescos, rics en nutrients, sovint pobres en calç, en terres cultivades, matolls, boscos mixtes de roures i faigs, de castanyers i boscos de ribera.
És una planta de semiombra que destaca encara que d'escassa altura, ja que no sobrepassa els 30 cm, de fulles amples, d'1,5 a 3,5 cm, i de 20 a 50 cm de longitud, basals, lanceolades, paral·lelinèrvies, llises i llustroses, desproveïdes de pecíol, que apareixen amb les flors. Tija floral sense fulles, erecte i brillant, de 10 a 30 cm. Arrel bulbosa. Flors hermafrodites, erectes o ascendents, en raïm cònic fluix, no unilateral, amb de 4 a 16 flors, amplament acampanades, no oloroses i de color violeta, i que a la base es troben 2 petites fulletes punxegudes de color verd blavós; Pètals oberts des de la base, amb 6 estams. Les anteres són blaves; ovari súper, format per 3 carpels soldats. Fruit verd en càpsula trilocular i esfèrica, amb llavors negres. La pol·linització l'efectuen els insectes i de la propagació s'encarreguen les formigues.